# Кацман, Клара Абрамовна
Клара Абрамовна Кацман (31 мая 1916, Сураж — 24 октября 2006, Екатеринбург) — советский и российский композитор. Заслуженный деятель искусств РСФСР (1969). Народная артистка РСФСР (05.08.1991).

## Биография
Родилась 31 мая 1916 года в Сураже Витебского уезда Витебской губернии (ныне — Витебской области) в многодетной рабочей семье. В 1922 году семья переехала в Петроград.
В 1936 году после окончания рабфака при Ленинградской консерватории была зачислена без экзаменов в консерваторию на композиторский факультет. Училась у П. Рязанова, М. Юдина и Д. Шостаковича. Работала на радио.
В годы блокады работала санитаркой в ленинградском госпитале. В 1943 году переехала в Свердловск, с 1953 года заведовала музыкальной частью Свердловского ТЮЗа.
Оперы Клары Кацман ставились в театрах Свердловска, Челябинска и Перми: «Любава» — в Пермском академическом театре оперы и балета им. П. И. Чайковского и Челябинском театре оперы и балета (1967), «Мальчиш Кибальчиш» — в Пермском и Свердловском театрах оперы и балета (1970), «Рыцарская баллада» — в Пермском театре оперы и балета (1973). Автор либретто — главный режиссёр Пермского театра оперы и балета И. И. Келлер. Оперетты Кацман входили в репертуар Свердловской музкомедии.
Произведения Кацман исполнялись в камерных концертах, вошли в репертуар пермского камерного хора под управлением В. А. Новика.
Скончалась 24 октября 2006 года, похоронена в Екатеринбурге, на Широкореченском кладбище.

## Произведения

### Оперы
- «Северное сияние» (1941)
- «Половодье» (1962, Свердловск)
- «Любава» (1967, Челябинск, Пермь)
- «Мальчиш Кибальчиш» (1969, Свердловск, Пермь)
- «Рыцарская баллада» (1973, Пермь)
- «Сон о белых горах» (1984)
- «Сестры мои» (1985, Свердловск)

### Балеты
- «Каслинский павильон» (1967, Свердловск)

### Оперетты
- «Марк Береговик» (1955, Свердловск)
- «Любовь бывает разная» (1957, Свердловск)

### Оратории
- «Семь белых журавлей» (1982)

### Концерты
- Концерт для фортепьяно с оркестром (1983)
- Концерт для скрипки, альта и кам. орк. (1988)

### Прочее
- 2 струнных квартета, фп. трио (1985)
- романсы
- мемориал-сюита «Помни павших»
- кантата «Урал-богатырь»
- музыка к фильму «Алмазы» (1947)

## Дискография
- Кацман К. Берлинская баллада: ([стихи] Д. Лившиц) // Пермский камерный хор: дирижёр Владислав Новик: запись 1984 г. / Всесоюз. фирма грампластинок «Мелодия», Ленинград. завод. — Л., 1984. — С10-21409.